# The New American
The New American (TNA) è una rivista cartacea conservatrice e di destra pubblicata due volte al mese e una fonte di notizie digitali pubblicata quotidianamente online dalla American Opinion Publishing Inc. una società interamente controllata dalla John Birch Society. La rivista è stata creata nel 1985 dalla fusione di due pubblicazioni della JBS: American Opinion e The Review of the News. La prima sede era a Belmont, nel Massachusetts.

## Storia
Nel febbraio 1956, prima di fondare la John Birch Society più di due anni dopo, Robert W. Welch Jr. creò la sua prima pubblicazione, un mensile intitolato One Man's Opinion (L'opinione di un uomo), che divenne noto due anni dopo come American Opinion (Opinione americana).Inoltre, nel 1965, fondò una pubblicazione affiliata alla JBS nota come The Review of the News (La rassegna delle notizie), destinata a un pubblico più ampio e che trattava di notizie.
Nel settembre 1985, American Opinion è stata fusa con The Review of the News per creare The New American, con l'obiettivo di attirare un pubblico di lettori abbastanza ampio da "rendere possibile la salvezza del nostro Paese".
Nel 2006, TNA ha lanciato un'edizione per dispositivi mobile. Nel 2007, TNA ha pubblicato un numero speciale dedicato all'opposizione all'Unione nordamericana; ne sono state distribuite circa 500.000 copie.
Nel settembre 2019, durante lo scandalo Trump-Ucraina, l'articolo di Wikipedia di Hunter Biden includeva affermazioni dubbie sui suoi affari in Ucraina e sulle motivazioni del padre Joe Biden per aver perseguito un procuratore ucraino; le affermazioni provenivano da The Epoch Times e The New American.
Il TNA ha descritto ciò che considera il declino morale americano e le minacce alla famiglia, tra cui l'aborto, la droga, l'omosessualità, il crimine, la violenza, la gravidanza adolescenziale, il suicidio adolescenziale, il femminismo e la pornografia.
Tra i suoi collaboratori figurano Hilaire du Berrier, Samuel Blumenfeld, Larry McDonald e Ron Paul.